# Спенсер Тріт Кларк
Спенсер Трит Кларк (англ. Spencer Treat Clark; нар. 24 вересня 1987, Нью-Йорк США) — американський актор.

## Ранні роки
Спенсер Тріт Кларк народився в Нью-Йорку. Має сестру Елізу Кларк, яка стала сценаристом і драматургом. Він навчався в Дарієні, Коннектикут, у початковій школі Гіндлі, середній школі Мідлсекс і середній школі Дарієна, а потім закінчив школу Тафт у Уотертауні, Коннектикут. Кларк закінчив Колумбійський університет в Нью-Йорку, отримавши ступінь бакалавра в галузі політології та економіки.

## Кар'єра
Кларк розпочав акторську кар'єру у 1995 році з епізодичних ролей у телефільмах. У 1997–1999 роках він знявся в кількох епізодах мильної опери «Інший світ». Його дебют у кіно відбувся в 1999 році у фільмі «Дорога на Арлінгтон».
У 2000 році Кларк зіграв Луція у фільмі «Гладіатор» і Джозефа Данна у фільмі «Невразливий». У 2014 році він знявся у фільмах «Цимбелін» та «Місто, яке боялося заходу сонця». У 2015-2018 роках Кларк грав роль другого плану в серіалі «Агенти Щ.И.Т.», а в 2016–2019 роках — в телесеріалі «За законами вовків».
У 2019 році Кларк повернувся до ролі Джозефа Данна в заключному фільмі «Невразливий» «Скло».

## Фільмографія

### Фільми
| Рік  |    | Українська назва                         | Оригінальна назва             | Роль                 |
| ---- | -- | ---------------------------------------- | ----------------------------- | -------------------- |
| 1999 | ф  | Дорога на Арлінгтон                      | Arlington Road                | Грант Фарадей        |
| 1999 | ф  | Подвійний прорахунок                     | Double Jeopardy               | Метті Персон         |
| 2000 | ф  | Гладіатор                                | Gladiator                     | Луцій                |
| 2000 | ф  | Невразливий                              | Unbreakable                   | Джозеф Данн          |
| 2003 | ф  | Таємнича річка                           | Mystic River                  | Рей Харріс           |
| 2005 | ф  | Улюбленець                               | Loverboy                      | Пол Столл у 16 років |
| 2007 | ф  | Няньки                                   | The Babysitters               | Скотт Мірал          |
| 2007 | ф  | Супергерої                               | Superheroes                   | Нік Джонс            |
| 2009 | ф  | Останній будинок зліва                   | The Last House on the Left    | Джастин              |
| 2010 | ф  | Табір надії                              | Camp Hell                     | Тімоти               |
| 2012 | ф  | Багато галасу з нічого                   | Much Ado About Nothing        | Борачо               |
| 2013 | ф  | Останнє вигнання диявола: Друге пришестя | The Last Exorcism Part II     | Кріс                 |
| 2013 | ф  | Непокірні                                | Deep Dark Canyon              | Нейт Таун            |
| 2014 | ф  | Друїд пік                                | Druid Peak                    | Оуен                 |
| 2014 | ф  | Цимбелін                                 | Cymbeline                     | Гідеріус             |
| 2014 | ф  | Місто, яке боялося заходу сонця          | The Town That Dreaded Sundown | Корі Холланд         |
| 2015 | кф | Гра подружки                             | The Girlfriend Game           | Едді                 |
| 2016 | ф  | Морозиво                                 | Ice Scream                    | Мики                 |
| 2018 | кф | Не нашкодь                               | Do No Harm                    | док Беррон           |
| 2019 | ф  | Скло                                     | Glass                         | Джозеф Данн          |
| 2022 | ф  | Дивний: Історія Ела Янковича             | Weird: The Al Yankovic Story  | Стів Джей            |
| 2024 | ф  | Салемз Лот                               | Salem's Lot                   | Майк Райєрсон        |

### Телебачення
| Рік       |    | Українська назва                    | Оригінальна назва                 | Роль                      |
| --------- | -- | ----------------------------------- | --------------------------------- | ------------------------- |
| 1995      | тф |                                     | It Was Him or Us                  | Джессі Померой            |
| 1999      | с  | Третя зміна                         | Third Watch                       | Кайл                      |
| 2004—2011 | с  | Закон і порядок: Спеціальний корпус | Law & Order: Special Victims Unit | Греґ Енгелс / Брайан Койл |
| 2009      | с  | Гарна дружина                       | The Good Wife                     | Кенні Чатем               |
| 2011      | с  | Шукачка                             | The Closer                        | Джессі Діксон             |
| 2015      | с  | Божевільні                          | Mad Men                           | Келлі                     |
| 2015—2018 | с  | Агенти Щ.И.Т.                       | Agents of S.H.I.E.L.D             | Вернер фон Штрукер        |
| 2016—2019 | с  | За законами вовків                  | Animal Kingdom                    | Едріан Долан              |
| 2017      | с  | NCIS: Полювання на вбивць           | NCIS                              | Райан Сміт                |
| 2018      | с  | Криміналісти: мислити як злочинець  | Criminal Minds                    | Джордан Хеллоран          |
| 2019      | с  | Моторошні пригоди Сабріни           | Chilling Adventures of Sabrina    | Джератміель               |
| 2024      | с  | Полювання на вбивцю                 | Manhunt                           | Льюїс Павелл              |